# Liste von Eulenbrunnen
In dieser Liste sind Eulenbrunnen aufgeführt, also Brunnen im öffentlichen Raum, die Eulen zum Thema haben.

## Deutschland
| Bezeichnung                 | Bild           | Standort                                                                             | Künstler      | Errichtung Einweihung | Weitere Informationen                                                                                           |
| --------------------------- | -------------- | ------------------------------------------------------------------------------------ | ------------- | --------------------- | --- |
| Eulenbrunnen (Berlin)       |                | Berlin, auf dem Parkfriedhof Neukölln an der Buckower Allee in Berlin-Britz (Lage)   |               | 1956/57               | siehe |
| Eulenbrunnen (Hagnau)       | weitere Bilder | Hagnau, Dr.-Fritz-Zimmermann-Straße (Lage)                                           |               | 1982                  | |
| Eulenbrunnen (Ludwigshafen) |                | Ludwigshafen, im Stadtteil Friesenheim, an der Friesenstraße im „Friesenpark“ (Lage) | Peter Gelbert | 1913                  | Siehe auch Kunst im öffentlichen Raum in Ludwigshafen und Liste der Kulturdenkmäler in Ludwigshafen-Friesenheim |
| Eulenbrunnen (Schwetzingen) | weitere Bilder | Schwetzingen (Lage)                                                                  |               |                       | |

## Weitere
| Bezeichnung              | Bild           | Standort                             | Staat      | Künstler      | Errichtung Einweihung | Weitere Informationen                |
| ------------------------ | -------------- | ------------------------------------ | ---------- | ------------- | --------------------- | ------------------------------------ |
| Eulebrunnen (Bielawa)    | weitere Bilder | Bielawa (Lage)                       | Polen      |               | 1939                  |                                      |
| Eulenbrunnen (Dallenwil) |                | Dallenwil, Parkplatz Hurschli (Lage) | Schweiz    | Robi Odermatt | 2001                  | Siehe Brunnen Parkplatz Hurschli in: |
| Eulenbrunnen (Genf)      | weitere Bilder | Genf (Lage)                          | Schweiz    |               |                       |                                      |
| Eulenbrunnen (Šumperk)   | weitere Bilder | Šumperk (Lage)                       | Tschechien |               |                       |                                      |